# Municipio de Cottage Hill
El municipio de Cottage Hill (en inglés: Cottage Hill Township) es un municipio ubicado en el condado de Marshall en el estado estadounidense de Kansas. En el año 2010 tenía una población de 132 habitantes y una densidad poblacional de 1,42 personas por km².

## Geografía
El municipio de Cottage Hill se encuentra ubicado en las coordenadas 39°36′10″N 96°45′34″O / 39.60278, -96.75944. Según la Oficina del Censo de los Estados Unidos, el municipio tiene una superficie total de 93.29 km², de la cual 93,07 km² corresponden a tierra firme y (0,24 %) 0,22 km² es agua.

## Demografía
Según el censo de 2010, había 132 personas residiendo en el municipio de Cottage Hill. La densidad de población era de 1,42 hab./km². De los 132 habitantes, el municipio de Cottage Hill estaba compuesto por el 99,24 % blancos, el 0,76 % eran isleños del Pacífico. Del total de la población el 2,27 % eran hispanos o latinos de cualquier raza.